# Julia Rebekka Adler
Julia Rebekka Adler, geborene Mai, (* 1978 in Heidelberg) ist eine deutsche Bratschistin und Viola-d’amore-Spielerin.

## Leben
Adler war die bestplatzierte deutsche Teilnehmerin im Fach Bratsche beim ARD Musikwettbewerb 2004. Sie ist eine Schülerin von Hartmut Rohde (Berlin), bei dem sie ihr Haupt- und Aufbaustudium ‚Konzertexamen‘ absolvierte, sowie von Johannes Lüthy, Kim Kashkashian und Wolfram Christ (Freiburg) und Juri Baschmet (Siena). Sie war mehrfach erste Bundessiegerin bei Jugend musiziert. Sie war Stipendiatin der Deutschen Stiftung Musikleben und der Theodor-Rogler-Stiftung, sowie im Zuge des Deutschen Musikwettbewerbs 2003 und 2004 Mitglied der Bundesauswahl Konzerte Junger Künstler. 2002 gewann sie den Felix-Mendelssohn-Bartholdy-Preis für Viola der Deutschen Musikhochschulen. Unter anderem war sie Mitglied des Kussquartetts, stellvertretende Solobratscherin der Münchner Philharmoniker und spielt im Berliner Solistenoktett. Seit 2016 ist sie Professorin für Viola an der Universität der Künste Berlin. Julia Rebekka Adler führt seit 2008 die bis dahin quasi unbekannten Sonaten für Viola solo von Mieczyslaw Weinberg in Konzerten auf. Ihre Aufnahmen dieser Werke 2008/2009 beim Bayerischen Rundfunk erschienen Anfang 2010 beim CD-Label Neos.

## Diskographie
- 1994 – Darius Milhaud: Konzert für Bratsche und Orchester, LJO Baden-Württemberg, Nicolás Pasquet; audite MAS 328.
- 2004 – Franz Anton Hoffmeister: Konzert für Viola und Orchester D-Dur, Baden-Badener Philharmonie, Werner Stiefel; Bella Musica 31.2398.
- 2007 – Louise Héritte-Viardot: Die drei Klavierquartette, Ensemble Viardot; ARS 38468.
- 2008 – Vergessene Moderne – Streichduette mit Thomas Ruge, Violoncello; NEOS 10805.
- 2009 – Paul Ben-Haim: Kabbalat Shabbat – Komponistenportrait, u. a. Three Songs without Words (Viola und Klavier) mit Axel Gremmelspacher, Klavier; NEOS 10916
- 2010 – Mieczysław Weinberg: Vier Sonaten für Viola solo, Sonata op. 28 (mit Jascha Nemtsov, Klavier), Fjodor Druschinin: Sonate für Viola solo; NEOS 11008/09
- 2013 – Astor Piazzolla, Gustavo Beytelmann, Luis Borda, Miguel Varvello, Pablo Aguirre: Contacto Tango (mit José Gallardo, Klavier); NEOS PABD 11319
- 2014 – Eric Zeisl, Karl Weigl, Hans Gál, Fritz Kreisler: Viola in Exile (mit Axel Gremmelspacher, Klavier); GRAMOLA 99026